# Rivière Kempt Ouest
Pour les articles homonymes, voir Kempt.
La rivière Kempt Ouest est un cours d'eau douce du Sud de la péninsule gaspésienne, dans la région administrative de Gaspésie-Îles-de-la-Madeleine, au Québec, au Canada. Le cours de la rivière Kempt Ouest traverse les municipalités régionales de comté (MRC) de :
- La Matapédia : territoire non organisé de Routhierville, canton d'Assemetquagan ;
- Avignon : municipalité de Ristigouche-Partie-Sud-Est, cantons de Ristigouche.

La rivière Kempt Ouest est un affluent de la rive Ouest de la rivière Kempt laquelle descend vers le Sud et constitue un affluent québécois de la rive Nord de la rivière Ristigouche, s'y déversant face au secteur d'Atholville (Nouveau-Brunswick). La rivière Ristigouche coule vers l'Est pour se déverser sur la rive Ouest de la Baie-des-Chaleurs ; cette dernière s'ouvre à son tour vers l'Est dans le Golfe du Saint-Laurent.
La rivière Kempt Ouest est accessible par la route 132 laquelle longe la rive Nord de la rivière Ristigouche et la Baie-des-Chaleurs ; puis par le chemin Kempt qui remonte vers le Nord en longeant le côté Est de la rivière Kempt ; puis la route continue en direction Nord entre la rivière Kempt (située du côté Est) et la rivière Kempt Ouest.

## Géographie
La rivière Kempt Ouest prend sa source de ruisseaux de montagne en zone forestière à 442 m d'altitude dans le canton d'Assemetquagan, dans le territoire non organisé de Routhierville. Cette source est située à :
- 2,1 km au Sud-Ouest de la limite du canton de Fauvel ;
- 17,5 km au Nord de la confluence de la rivière Kempt Ouest ;
- 4,9 km au Sud d'une courbe de la rivière Assemetquagan, un affluent de la rivière Matapédia.

La rivière Kempt Ouest coule vers le Sud en zone forestière, du côté Est de la Réserve indienne Restigouche et de la rivière Kempt, ainsi que du côté Ouest du ruisseau Fraser, du ruisseau du Moulin et de la rivière Matapédia.
À partir de sa source, le cours de la rivière descend sur 18,2 km selon les segments suivants :
- 4,5 km vers le Sud dans le canton d'Assemetquagan, jusqu'à la limite du canton de Ristigouche ;
- 3,2 km vers le Sud-Est dans le canton de Ristigouche, en recueillant les eaux du ruisseau Couturier (venant du Nord-Est), jusqu'au pont routier du chemin Kempt, situé à 1,1 km à l'Ouest du centre du village de Saint-Fidèle-de-Ristigouche ;
- 8,3 km vers le Sud-Est, jusqu'au pont routier du chemin de Saint-Étienne ;
- 2,2 km vers le Sud-Est, jusqu'à la confluence de la rivière[2].

La rivière Kempt Ouest se déverse sur la rive Ouest de la rivière Kempt. La confluence de la rivière Kempt Ouest est située à :
- 3,5 km au Sud-Ouest de la confluence de la rivière Kempt ;
- 2,5 km à l'Ouest de la Réserve indienne de Ristigouche ;
- 7,8 km à l'Ouest du pont enjambant la rivière Ristigouche pour relier la ville de Campbellton (au Nouveau-Brunswick) et le village de Pointe-à-la-Croix (au Québec).

## Toponymie
Le toponyme rivière Kempt Ouest a été officialisé le 5 décembre 1968 à la Commission de toponymie du Québec.